# 奧羽越列藩同盟

奧羽越列藩同盟

奧羽越列藩同盟（日语：／ Ōuetsu Reppan Dōmei）是戊辰戰爭中陸奧國（奧州）、出羽國（羽州）、越後國（越州）諸藩，立輪王寺宮公現入道親王（北白川宮能久親王）為盟主（一說立為「東武天皇」），所結成的對抗明治天皇之同盟。後遭薩摩藩長州藩聯軍打敗。

## 組織
- 盟主：輪王寺宮公現入道親王（北白川宮能久親王）
- 總督：伊達慶邦（仙台藩主）、上杉齊憲（米澤藩主）
- 參謀：小笠原長行（德川幕府老中）、板倉勝靜（德川幕府老中）
- 政策機關：奧羽越公議府（白石）
- 大本營：軍事局（福島）
- 最高機關：奧羽越列藩會議

## 成員

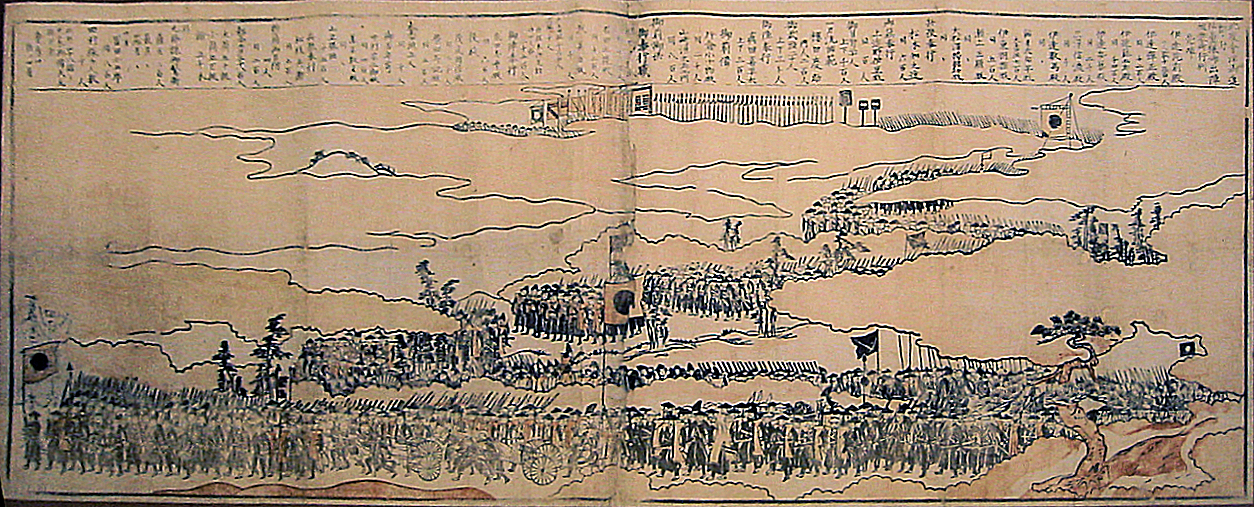
仙台藩軍於1868年4月之動員，準備於5月對陣皇軍。

| 藩         | 氏     | 地區   | 備註                                 |
| ---------- | ------ | ------ | ------------------------------------ |
| 仙台藩     | 伊達氏 | 陸奧國 | 盟主；創始成員；白石列藩會議後加入   |
| 盛岡藩     | 南部氏 | 陸奧國 | 創始成員；白石列藩會議後加入         |
| 二本松藩   | 丹羽氏 | 陸奧國 | 創始成員；白石列藩會議後加入         |
| 弘前藩     | 津輕氏 | 陸奧國 | 後倒戈                               |
| 棚倉藩     | 安倍氏 | 陸奧國 | 創始成員；白石列藩會議後加入         |
| 相馬中村藩 | 相馬氏 | 陸奧國 | 創始成員；白石列藩會議後加入         |
| 一關藩     | 田村氏 | 陸奧國 | 創始成員；白石列藩會議後加入         |
| 三春藩     | 秋田氏 | 陸奧國 | 創始成員；白石列藩會議後加入；後倒戈 |
| 磐城平藩   | 安藤氏 | 陸奧國 |                                      |
| 福島藩     | 板倉氏 | 陸奧國 |                                      |
| 守山藩     | 松平氏 | 陸奧國 |                                      |
| 泉藩       | 本多氏 | 陸奧國 |                                      |
| 八户藩     | 南部氏 | 陸奧國 |                                      |
| 湯長谷藩   | 内藤氏 | 陸奧國 | 創始成員；白石列藩會議後加入         |
| 下手渡藩   | 立花氏 | 陸奧國 |                                      |
| 久保田藩   | 佐竹氏 | 出羽國 | 後倒戈                               |
| 米澤藩     | 上杉氏 | 出羽國 | 創始成員；白石列藩會議後加入         |
| 新莊藩     | 戸沢氏 | 出羽國 | 後倒戈                               |
| 山形藩     | 水野氏 | 出羽國 | 創始成員；白石列藩會議後加入         |
| 上山藩     | 松平氏 | 出羽國 | 創始成員；白石列藩會議後加入         |
| 本莊藩     | 六郷氏 | 出羽國 | 後倒戈                               |
| 龜田藩     | 岩城氏 | 出羽國 | 創始成員；白石列藩會議後加入         |
| 天童藩     | 織田氏 | 出羽國 |                                      |
| 矢島藩     | 生駒氏 | 出羽國 | 創始成員；白石列藩會議後加入         |
| 新發田藩   | 溝口氏 | 越後國 | 北越六藩之一；後倒戈                 |
| 長岡藩     | 牧野氏 | 越後國 | 北越六藩之一                         |
| 村上藩     | 內藤氏 | 越後國 | 北越六藩之一                         |
| 村松藩     | 堀氏   | 越後國 | 北越六藩之一                         |
| 黑川藩     | 柳澤氏 | 越後國 | 北越六藩之一                         |
| 三根山藩   | 牧野氏 | 越後國 | 北越六藩之一                         |
| 松前藩     | 松前氏 | 蝦夷地 | 唯一一位來自北海道的大名；後倒戈     |